# 춘 엔터테인먼트
춘 엔터테인먼트(Choon Enterainment)는 대한민국의 연예기획사이다.

## 소속 연예인

### 가수
- 시현